# Kieler Puppe
Kieler Puppe ist der Name einer manuellen, zweidimensionalen Körperumrissschablone, welche die anthropometrischen Merkmale von Mann und Frau und deren Bewegungsabläufe (Kinematik) vereinfacht beschreibt. Dabei sind die wichtigsten Gelenke (Hand-, Ellbogen-, Hals-, Knie-, Schulter-, Hüft- und Fußgelenk) zweidimensional beweglich. 
Die Abmessungen der Kieler Puppe sind in der DIN 33408 dargelegt. Weitere Schablonen sind die sog. SAE-Schablone und die Schablone der Hochschule für Industrielle Formgestaltung Burg Giebichenstein.

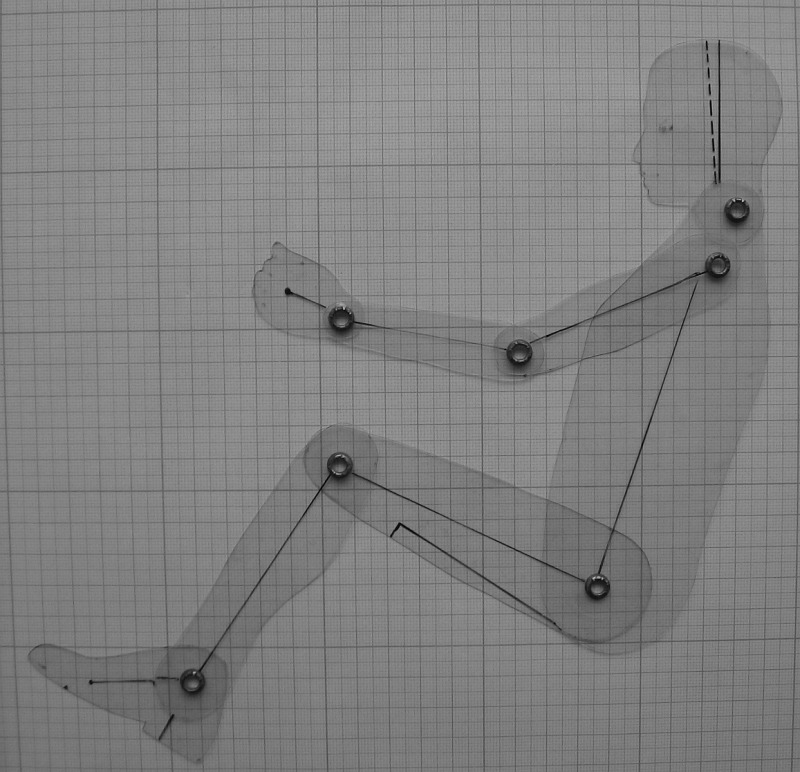
Kieler Puppe, Maßstab 1:10

## Ursprung
Die Kieler Puppe wurde 1975 zum ersten Mal der Öffentlichkeit vorgestellt. Entwickelt wurde sie durch das Anthropologische Institut der Universität Kiel in den frühen 70er Jahren unter Leitung von Hans Wilhelm Jürgens. Vorausgegangen waren umfangreiche anthropometrische Untersuchungen an Männern und Frauen, welche zusammengefasst die sog. Kieler Puppe (Durchschnittsschablone) ergab. Analysen von Bewegungsabläufen hinsichtlich Ergonomie und Arbeitsabläufen ergänzten die Entwicklung.

## Einsatzgebiete
Die Kieler Puppe entwickelte sich schnell zum bevorzugt eingesetzten Instrument zur Auslegung von Fahrerarbeitsplätzen (Busfahrer) sowie von Fahrzeuginsassen allgemein. Ergonomische Merkmale wie Kopffreiheit, Sitzposition und Erreichbarkeit von Bedienelementen innerhalb eines Komfortbereichs können somit schon in der Auslegungsphase berücksichtigt werden (Ergonomisches Package). Durch die umfangreichen Untersuchungen zur Entwicklung dieser Puppe ist eine Aussage über die spätere Tauglichkeit der Konstruktion recht präzise zu treffen. Haupteinsatzgebiete dieser Schablone sind die Vorentwicklung und Fahrzeugauslegung von Automobilunternehmen, wo eine ergonomisch ausgereifte Innenraumgestaltung (insbesondere Sitzposition, H-Punkt/R-Punkt) nebst Komfortfeldermittlung (z. B. Erreichbarkeit von Lenkrad) für die Insassen äußerst wichtig ist.

## Erscheinungsbild
Die Kieler Puppe wird überwiegend in ihrer Form der 5.-Percentilfrau (d. h. nur 5 % aller Frauen sind kleiner) und des 95.-Percentilmannes (d. h. nur 5 % aller Männer sind größer) angewendet. Damit ist ein statistisch sinnvoller Kompromiss für die Abmessungen der Puppe gefunden.
Vom Erscheinungsbild her ist die Kieler Puppe eine aus transparenten, dünnem Material (häufig Makrolon) gefertigte Schablone mit verschiedenen Maßstäben (häufig 1:5 oder 1:2). Die oben beschriebenen Gelenke sind drehbar angeordnet. Auf der Schablone finden sich – je nach Einsatzzweck – unterschiedliche Linien, Winkelangaben und Punkte, so dass sich schnell eine gewünschte Sitzposition mit den entsprechenden Komfortlagen einstellen lässt.

## Anwendung
Hat man die Einstellung vorgenommen, wird die Kontur der Puppe auf den darunterliegenden Packageplan (in gleichem Maßstab wie die Puppe) aufgezeichnet. Hierdurch lassen sich erste Aussagen über die Anordnung der gedachten Konstruktionen treffen. Verstellt man die Puppe weiter auf die Minimum- oder Maximum-Position der Extremitäten, so können unter Zuhilfenahme und Abzeichnen der Körperkinematik (Drehkreis, Kopfkreis etc.) und der auf der Schablone gekennzeichneten Hilfsgeometrien sog. Komfortfelder ermittelt werden. In diesen Komfortfeldern müssen dann z. B. häufig benutzte Bedienelemente (z. B. Kupplungspedal) gelegt werden. Andernfalls ist eine ergonomische und sichere Bedienung nicht gegeben.

## Gegenwart
Die manuelle zweidimensionale Methode der Kieler Puppe wird heute aufgrund des dominierenden Einsatzes von CAx-Tools kaum mehr angewandt. Es überwiegen rechnerunterstützte, dreidimensionale Programme wie ANTHROPOS oder RAMSIS (Rechnerunterstütztes Anthropologisches Mathematisches System zur Insassen-Simulation). Hiermit können sehr schnell unterschiedlichste Menschenmodelle simuliert und eingespielt werden, während die Kieler Puppe nur einen männlichen und weiblichen Durchschnittstypus darstellt.